# Direito processual penal militar
O Direito Processual Penal Militar é um ramo especializado do direito que tem por objetivo permitir a aplicação da legislação penal militar por meio de regras processuais que de forma semelhante cuidam do processo penal. No Brasil, o direito processual penal militar está materializada pelo Código de Processo Penal Militar, que é o Decreto-lei 1002, de 1969, que cuida dos procedimentos ordinário e especial, a serem observados no curso dos processos perante a Justiça Militar da União e a Justiça Militar do Estado. A doutrina especializada nesta seara ainda é limitada, destacando-se os estudos realizados a respeito da matéria. Apesar da pouca divulgação, o direito penal militar e o direito processual penal militar tem um público alvo em torno de um milhão de pessoas, entre os militares da ativa e da reserva das Forças Armadas e das Forças Auxiliares, Polícias Militares e Corpos de Bombeiros Militares.
O Processo Penal Militar detém regramentos específicos e diferenciados em face do Processo Penal Comum, tanto em razão dos procedimentos de Polícia Judiciária quanto nos tipos de processos ordinários e de procedimentos especiais.